# Bizkaia
Biskajsko (baskicky Bizkaia, španělsky Vizcaya) je jednou ze tří provincií autonomního společenství Baskicko na severu Španělska. Zaujímá severozápadní část Baskicka a sousedí s provinciemi Gipuzkoa, Araba, Burgos a s Kantábrií. Na severu je ohraničena pobřežím Atlantiku (podle území byl pojmenován Biskajský záliv).
Provincie je převážně kopcovitá a převládá v ní vlhké oceánské klima. Průměrná roční teplota je 15 °C.
Hlavním městem provincie je Bilbao (353 000 obyv.), největší město celého Baskicka a centrum milionové metropolitní oblasti. Nad 40 000 obyvatel mají také města Barakaldo, Getxo, Portugalete, Santurtzi a Basauri. Nachází se tu také slavné město Guernica. V provincii je síť úzkorozchodných železnic (Euskotren, FEVE), v plánu je napojení na vysokorychlostní síť AVE. Bizkaia se na přelomu 19. a 20. století stala nejprůmyslovější provincií Španělska. Po ekonomické krizi v 70. letech se hospodářství více zaměřilo na služby.

## Znak provincie
Ve stříbrném poli zelený dub na pažitu, z jeho koruny rostou tři ramena stříbrného kříže. Zlatý lem s osmi červenými ondřejskými křížky. Vše vroubeno zkříženými dubovými ratolestmi svých barev. Znak má připomínat známý dub z Guerniky. Schváleno Autonomní normou/Norma Foral'12/1986, z 15. prosince (BOSV, 27-XII-86).

### Externí odkazy

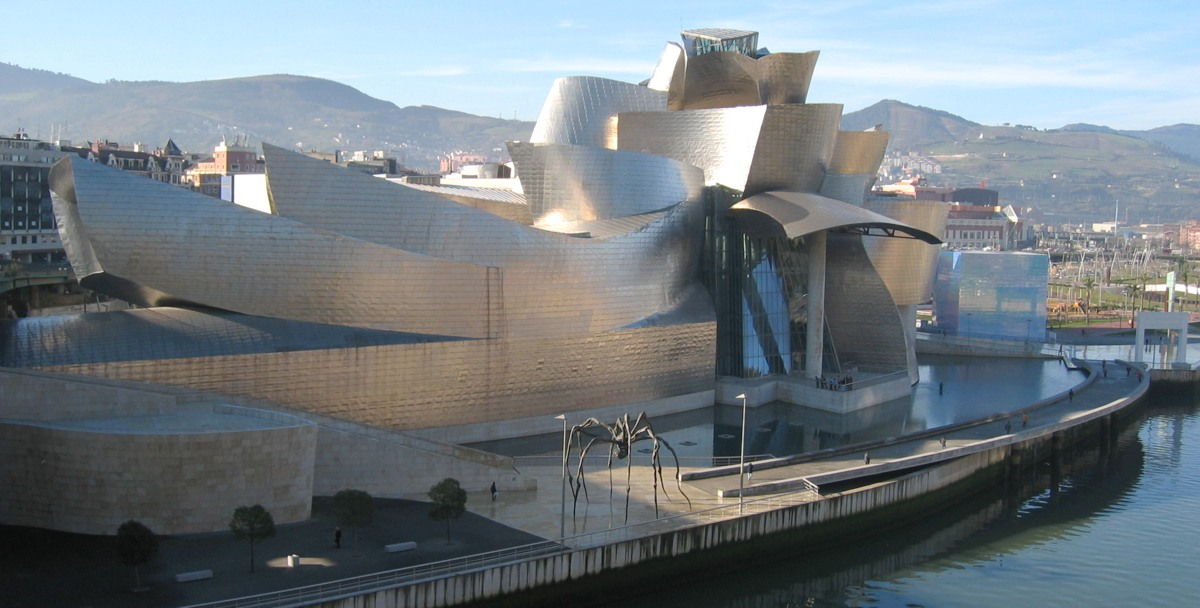
Museo Guggenheim, Bilbao